# Pirates Edelweiss
Pour le film, voir Les Pirates de l'Edelweiss.
Sous le nom de Pirates Edelweiss ((de) « Edelweißpiraten ») sont regroupés plusieurs groupes informels de jeunes allemands âgés de 13 à 18 ans aux comportements anticonformistes face à l'organisation étatique des Jeunesses hitlériennes. Ils venaient essentiellement de la classe ouvrière. Ce mouvement de jeunesse était interdit tout comme le Swing Kids et vit le jour en 1942.
Une chemise à carreaux et un badge en forme d'edelweiss constituait leur signe de ralliement.
Certains membres allaient jusqu'à se soulever contre le Nazisme qui sévissait alors sous le Troisième Reich (alliance avec les Alliés, sabotage...). Le groupe Köln Edelweiß autour de Gertrud Koch, dont le père, communiste, est mort dans le camp de concentration d'Esterwegen, ou le groupe d'Ehrenfeld autour de Hans Steinbrück, participent activement à la résistance contre le nazisme.
Le mouvement prend de l'ampleur dans la deuxième partie de la Seconde Guerre mondiale, avec le tournant de Stalingrad et le déclin du Troisième Reich.

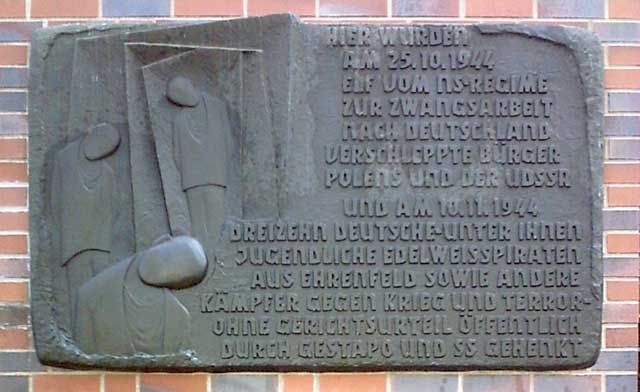
Plaque commémorative pour les victimes de Cologne, dans la rue Schönstein près de la gare

Après la Seconde Guerre mondiale l'activité de ces groupes a continué jusqu'en 1947 dans plusieurs zones d'occupation de l'Allemagne.
Les pirates Edelweiss se rassemblaient au coin des rues et partaient aussi camper pour échapper à la surveillance nazie. Ils se sont souvent engagés dans des combats contre la jeunesse hitlérienne et ont tiré une grande fierté de leurs attaques. Un de ces groupes, les « Navajos » a chanté :
Des Hitlers Zwang, der macht uns klein
(La force d'Hitler nous rend petits)
noch liegen wir in Ketten
(nous sommes encore enchaînés)
Doch einmal werden wir wieder frei
(Mais un jour nous serons à nouveau libres)
wir werden die Ketten schon brechen
(Nous briserons nos chaînes)
Denn unsere Fäuste, die sind hart,
(Car nos poings sont durs)
ja—und die Messer sitzen los
(Oui  et les couteaux sont bien là)
für die Freiheit der Jugend
(Pour la liberté de la jeunesse)
kämpfen Navajos.
(Les Navajos se battent)
Une exposition leur a été consacrée à Cologne par le NS-Dokumentationszentrum der Stadt Köln (Centre de documentation sur le nazisme de la ville de Cologne) sous le titre Navajos und EdelweissPiraten.